# Statue-menhir de Boutaran
La statue-menhir de Boutaran est une statue-menhir appartenant au groupe rouergat découverte à Saint-Sernin-sur-Rance, dans le département de l'Aveyron en France.

## Historique
La statue-menhir a été découverte en 1940 par M. Barthe près de la ferme de Boutaran. La statue-menhir est inscrite monument historique au titre d'objet depuis le 14 octobre 2019. 

## Description
La statue-menhir est constituée d'une dalle en grès de 1,05 m de hauteur sur 0,87 m de large et épaisse de 0,30 m. Le site d'extraction le plus proche est localisé à environ 2,5 km. Elle correspond au fragment inférieur d'une statue sculptée plus grande, qui devait mesurer environ 2 m de hauteur, probablement masculine, en très bon état. 
La sculpture est très fine et soignée.  Les caractères anthropomorphes visibles sont les deux jambes, représentées disjointes et arquées, et les pieds. La statue comporte une ceinture parfaitement droite avec une boucle rectangulaire qui enserre un vêtement plissé,. Le style est très proche de celui de la Jasse du Terral n°1.
La statue originale est conservée par son propriétaire.